# فهرست مرگ (فیلم ۲۰۱۱)
فهرست مرگ ( انگلیسی: Hit List) یک فیلم سینمایی آمریکایی در ژانر اکشن محصول سال ۲۰۱۱ میلادی که توسط چاد و ایوان لاو نویسندگی شده و به کارگردانی ویلیام کافمن و با بازیگرانی چون کوبا گودینگ جونیور و کول هاسر همراه است. این فیلم در تاریخ ۱۰ مه ۲۰۱۱ به صورت فیلم ویدئویی در ایالات متحده منتشر شد.

## داستان
مردی که در کار و روابط خانوادگی خود شکست خورده به کافه ای می رود و در آنجا با مردی دوست می شود. آن مرد از می خواهد فهرستی از کسانی که دوست دارد بمیرند را بنویسد و او که این کار را فقط یه بازی آرام کننده می انگارد، چنین می کند. غافل از اینکه آن مرد یک قاتل حرفه ای است و ...